# Zeta Tucanae
Zeta Tucanae (ζ Tuc / ζ Tucanae) é uma estrela na constelação de Tucana. É uma estrela de classe espectral F9.5 da sequência principal com uma magnitude aparente de 4,23. Apesar de ter uma massa menor que a do Sol, essa estrela é mais luminosa do que ele. Com base em medições de paralaxe feitas pela sonda Hipparcos, ela está a 28 anos-luz da Terra. Ela é uma das estrelas menos variáveis observadas durante a missão Hipparcos.
A composição e massa de Zeta Tucanae são similares à do Sol. Ser parecido com o Sol faz com que a estrela seja um alvo interessante para investigações e que ela tenha a possível existência de um planeta que abriga vida.
Baseado em um excesso de radiação infravermelha a 70 micrômetros, acredita-se que o sistema possui um disco de detritos. O disco está orbitando a estrela em um raio mínimo de 2,3 UA e tem temperatura máxima de 218 K (-55 °C).
Zeta Tucanae é um mebro do grupo Ursa Major de estrelas, um grupo de estrelas que compartilham um movimento comum através do espaço. Os componentes da velocidade espacial da estrela são U = −60, V = −4 e W = −38 km/s. Isso corresponde à velocidade na direção do centro da galáxia, à velocidade em relação à direção da rotação da galáxia, e à velocidade em direção ao pólo norte da galáxia, respectivamente. Ela está orbitando o centro da galáxia a uma distância média de 8 400 pc, com uma excentricidade orbital de 0,16.